# أرور (نائين)
أرور هي قرية في مقاطعة نائين، إيران. عدد سكان هذه القرية هو 30 في سنة 2006.